# Конд (Горња Марна)
Конд (фр. Condes) насеље је и општина у североисточној Француској у региону Шампањ-Арден, у департману Горња Марна која припада префектури Шомон.
По подацима из 2011. године у општини је живело 301 становника, а густина насељености је износила 59,25 становника/km². Општина се простире на површини од 5,08 km². Налази се на средњој надморској висини од 254 метара.

## Демографија
| 1962. | 1968. | 1975. | 1982. | 1990. | 1999. | 2011. |
| ----- | ----- | ----- | ----- | ----- | ----- | ----- |
| 212   | 237   | 244   | 293   | 325   | 284   | 301   |

График промене броја становника у току последњих година